# August Ortwein
August Ortwein (* 30. Juni 1836 auf Schloss Kornberg in der Steiermark; † 22. September 1900 in Graz) war ein österreichischer Architekt. Er war ab 1876 bis 1879 der erste Direktor der k.u.k. Staatsgewerbeschule in Graz, die später mit Ortweinschule nach ihm benannt wurde.

## Leben
Ortwein studierte bis 1859 an der Technischen Hochschule in Graz und war dort anschließend zwei Jahre als Assistent für Mechanik und Maschinenlehre tätig. Ab 1961 setzte er seine Studien an der Akademie der bildenden Künste Wien fort, wo die Architekten Eduard van der Nüll, August Sicard von Sicardsburg und Friedrich von Schmidt zu seinen Lehrern gehörten. 
Nach Abschluss des Studiums war Ortwein unter van der Nüll am Bau des Wiener Opernhauses beteiligt. Ab 1864 arbeitete er im Grazer Atelier von August Essenwein mit. Er war erneut als Assistent an der TH Graz und für kurze Zeit als Lehrer für Zeichnen und Kalligrafie an der Handelsschule in Graz tätig. 1866 wurde er, auf Empfehlung Essenweins, Professor an der Kunstgewerbeschule in Nürnberg.
Durch seine zwischenzeitlich erschienenen Publikationen wurde der Steiermärkische Gewerbe- und Industrieverein auf Ortwein aufmerksam und berief ihn 1873 als Direktor an eine neue gegründete Gewerbeschule in Graz. Aus ihr entstand 1876 die k.u.k. Staatsgewerbeschule, welche später nach Ortwein benannt wurde. Aufgrund eines nervösen Leidens musste er die Leitung bereits 1879 wieder abgeben, verblieb aber noch bis 1881 als Fachvorstand der kunstgewerblichen Abteilung an der Staatsgewerbeschule Graz. Danach ging er aus gesundheitlichen Gründen in den Ruhestand, konnte jedoch noch einige Jahre künstlerisch tätig sein. Er starb 1900 im Alter von 64 Jahren.

## Werk

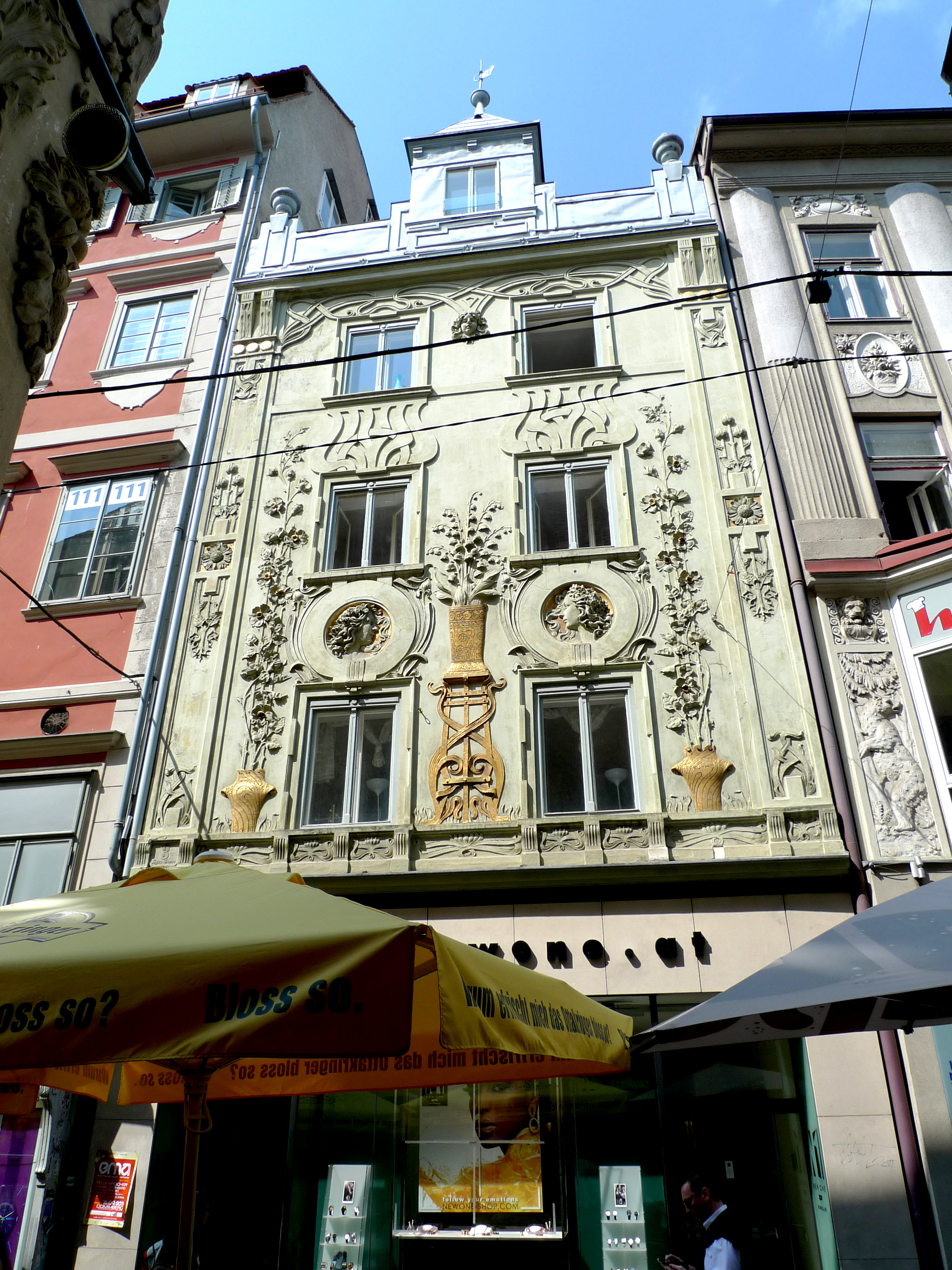
Fassade von Graz Sporgasse 3

In Graz finden sich Werke von Ortwein am Haus Sporgasse 3, wo er die Jugendstilfassade schuf, in den Pfarrkirchen St. Andrä in Gries (Graz), in St. Leonhard und St. Veit, in der die Malerei an der Decke 1884 nach seinen Entwürfen ausgeführt wurde.
Ortwein trat relativ wenig als praktizierender Architekt in Erscheinung, sondern vor allem als Theoretiker und Entwerfer im Bereich Kunstgewerbe. Er gestaltete unter anderem Entwürfe für Kanzeln, Altäre, Möbel, Kamine und Vasen. Seine Entwürfe wurden häufig publiziert und als Vorlage genutzt.

August Ortwein gab über 17 Jahre lang, von 1871 bis 1888, in Einzellieferungen ein neunbändiges Tafelwerk zur Kunst der deutschen Renaissance heraus, das neben kunstgewerblichen Arbeiten auch Werke der Architektur dokumentiert. 

„Ohne erkennbare chronologische Systematik wurden die Gebäudedarstellungen topographisch geordnet als Aufmaßtafeln veröffentlicht und von verschiedenen Autoren mit kurzen Texten versehen. Das Tafelwerk hat weniger historischanalytischen als dokumentarischen Charakter und wurde, wegen der großen Detailgenauigkeit, gerne als Kompendium zur Rekonstruktion von Gebäuden und zur Ergänzung von Bauteilen verwendet.“

## Ehrungen
Nach August Ortwein sind in Graz die Ortweinschule, der Ortweinplatz und die Ortweingasse benannt.

## Publikationen
- mit August Scheffers: Deutsche Renaissance. Eine Sammlung von Gegenständen der Architektur, Decoration und Kunstgewerbe in Originalaufnahmen, Leipzig 1871–1888.
  - 8. Abtheilung (1873): Merseburg und Halle (Digitalisat)
  - 59. Abtheilung (1885–88): Mecklenburg (Digitalisat)